# Байкадамова, Айсулу
Айсулу Байкадамова (4 октября 1927, Тургай — 3 июля 1992, Алма-Ата) — советская казахская певица, народная артистка Казахской ССР (1961).

## Биография
Дочь казахского общественного деятеля Байкадама Каралдина. Происходит из рода Кыпшак Среднего жуза.
В 1949—1954 годах училась в Московской консерватории. В 1954 году окончила Алматинскую консерваторию.
В Театре оперы и балета им. Абая Байкадамова исполняла партии Жібек («Қыз Жібек» Е. Г. Брусиловского), Ажар («Абай» А. К. Жубанова и Л. А. Хамиди), Сары («Біржан и Сара» М.Тулебаева), Шуры («Золотые горы» Н. Тлендиева, К. Кужамьярова), Людмилы («Руслан и Людмила» М. И. Глинки), Чио-Чио-Сан («Чио-Чио-Сан» Дж. Пуччини) и др. Композитор С. Мухамеджанов посвятил ей свою оперу «Айсулу».

## Награды
- Народная артистка Казахской ССР (1961)
- Орден «Знак Почёта» (3 января 1959) —за выдающиеся заслуги в развитии казахского искусства и литературы и в связи с декадой казахского искусства и литературы в гор. Москве
- Орден Красной Звезды